# Christopher Tatsuki Kinjo
Christopher Tatsuki Kinjo (金城 クリストファー 達樹 Kinjo Christopher Tatsuki?), född 17 november 1993 i Okinawa prefektur, är en japansk fotbollsspelare.
Kinjo började sin karriär 2013 i Avispa Fukuoka. 2015 flyttade han till FC Ryukyu. Efter FC Ryukyu spelade han för Iwaki FC. Han avslutade karriären 2016.